# Església del Carme de Manresa
Església del Carme de Manresa és una església gòtica al Puigmercadal del municipi de Manresa (Bages). És una obra protegida com a bé cultural d'interès local.

## Descripció
Església d'una nau amb passadissos laterals de menor alçada. Voltes de creueria, amb clau, separades per quatre arcs torals apuntats. Una sèrie d'arcs formers separen la nau dels passadissos laterals. Té absis poligonal, volta nervada i arc triomfal sobre pilastres. Les capelles laterals estan inacabades. A l'exterior s'aprecien les restes de l'antiga sagristia del segle xviii a un costat de l'absis. L'església presenta estructura de formigó, paraments de paredat comú i totxo amb revestiments de pedra buixardada.

## Història

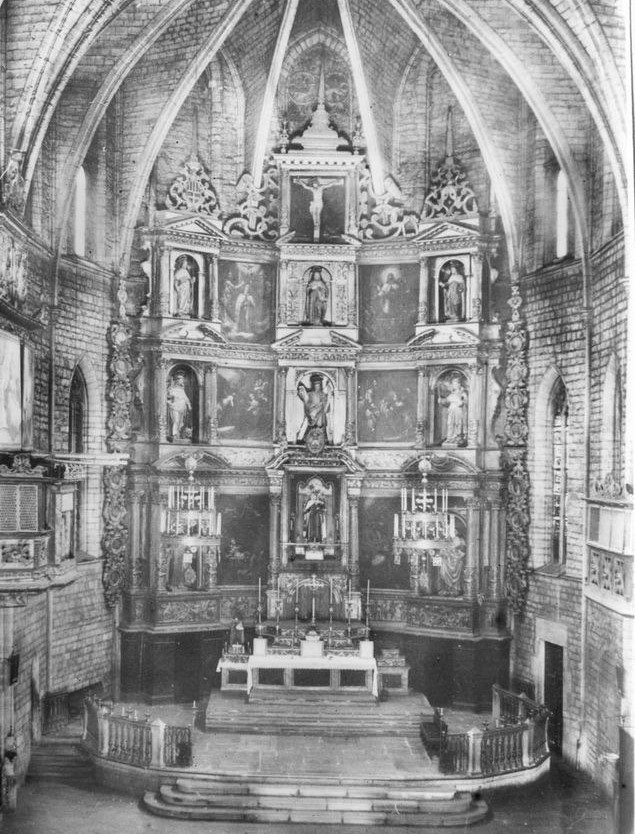
Interior de l'església amb el retaule de Pere Cuquet i Joan Basi abans de ser destruida al 1936

El 1308 els conselleres de la ciutat donen permís als pares Carmelites per fundar un convent i una església, dos edificis gòtics que es construïren al segle xiv. La construcció començà l'any 1322 pel mestre Berenguer de Montagut, arquitecte de la Seu i Santa Maria del Mar a Barcelona, que formen part del convent dels frares carmelites. Conta la tradició que en aquesta església hi tingué lloc el 21 de febrer del 1345 el Miracle de la llum: l'aparició d'una llum misteriosa, que va venir de la muntanya de Montserrat fins a l'església del Carme.
Iniciada el mateix any que la Seu, es va aixecar en el lloc on hi havia hagut el castell del Puigmercadal. El 1337 ja estava construïda la primera capella, però no va ser fins a final del segle xv que s'acabaren les obres del temple. La construcció era d'una única nau amb sis trams de voltes, absis poligonal de set cares i capelles laterals entre els contraforts. També tenia un claustre d'estil gòtic, més petit i més elaborat que l'actual.
El 1885 l'església gòtica es manté amb la façana inacabada. L'edifici va ser incendiat i enderrocat pedra a pedra els mesos de setembre i octubre de l'any 1936 durant la guerra civil per les brigades d'atur forçós. Actualment ha estat reemplaçat per un edifici neogòtic inacabat. Durant l'enderrocament, el manresà Lluís Rubiralta i Garriga va descobrir, mentre feia les darreres fotografies de l'església, un conjunt de 66 objectes de ceràmica del segle xiv de gran valor, que es coneixen amb el nom de Ceràmica Manresana.
Entre els anys 1940 i 1952 el franquisme va apostar per reconstruir-la, en estil neogòtic, tot i que actualment encara resta la façana inacabada.